# 中城王子
中城王子是琉球國第二尚氏王朝時期王世子的稱號。
按照第二尚氏王朝的慣例，琉球王世子會像其他按司一樣被授予地頭。不過一般來說王世子被授予的都是中城間切（轄今中城村、北中城村和宇流麻市津堅島）的地頭，稱中城王子。王世子剛出生時便被起童名，到了5歲的時候取唐名（參見條目「琉球人名」），正式授予中城間切的地頭，稱中城王子，搬到中城御殿居住。此後王世子也被尊稱為中城御殿。
中城王子也有御太子（琉球語：／ ）、黃金加那志前（琉球語：／ ）等琉球式尊稱，也有東宮、春宮、儲君等中國式尊稱。根據琉球位階的規定，中城王子頭戴烏紗帽或赤字金入浮織冠，髮簪則插的是牡丹形黃金髪差和黃金添差。
中城王子的正妃（王世子妃）稱野嵩按司加那志（琉球語：／ ），俗稱野嵩御殿。

## 腳註
1. ↑  .   [2012-06-10]. （原始内容存档于2013-11-04）.
2. ↑  .   [2012-06-10]. （原始内容存档于2013-11-04）.